# 金岩 (医学家)
金岩（1963年4月—），口腔医学家，1991年獲第四军医大学（後中国人民解放军空军军医大学）口腔醫學博士學位，後任該校组织工程研发中心主任，教授，主要从事组织工程再生医学方面的研究工作。入选中华人民共和国教育部2007年度"长江学者"特聘教授。